# Smoke on the Water
"Smoke on the Water" là một bài hát của ban nhạc rock người Anh Deep Purple, được phát hành lần đầu trong album Machine Head (1972) của nhóm. Năm 2004, bài hát xếp thứ 426 trong danh sách 500 bài hát xuất sắc nhất mọi thời đại của Rolling Stone, thứ 4 trong những khúc guitar riff xuất sắc nhất từ trước đến nay của tạp chí Total Guitar, và vào tháng 3 năm 2005, tạp chí Q liệt "Smoke on the Water" ở hạng 12 trong danh sách 100 bài hát soạn cho guitar vĩ đại nhất.

## Sáng tác
"Smoke on the Water" có thể dễ dàng nhận ra bởi giai điệu chính của bản nhạc do nghệ sĩ guitar Ritchie Blackmore phát triển. Đây là một giai điệu có âm giai blues 4 nốt trong hợp âm Sol thứ, được hòa âm ở các quãng bốn tương đương. Câu riff (do Blackmoore chơi bằng đàn guitar điện Fender Stratocaster) về sau trộn thêm âm thanh của hi-hat và đàn organ méo tiếng, kế đến là tiếng trống, các đoạn bass điện và cuối là giọng hát của Ian Gillan. Sau này Blackmore cho biết khúc riff hợp âm 5 chính của bài là đảo ngược nhạc phẩm Giao hưởng số 5 của Ludwig van Beethoven, và nói vui rằng "Tôi nợ ông ấy nhiều tiền lắm". Jon Lord thì nhân đôi đoạn nhạc guitar bằng đàn Hammond C3 organ chơi trên một bộ âm ly Marshall méo tiếng, tạo nên tông điệu rất giống với guitar. Blackmore thường chơi khúc riff chính bằng gảy ngón.

## Hoàn cảnh ra đời
—Phiên khúc mở đầu và điệp khúc của "Smoke on the Water", hồi tưởng lại về ngọn lửa.
Lời bài hát kể về một câu chuyện có thật: ngày 4 tháng 12 năm 1971, Deep Purple ở Montreux, Thụy Sĩ để ghi âm một album (Machine Head) bằng cách sử dụng một bốt thu âm di động (mượn từ the Rolling Stones và còn gọi là Rolling Stones Mobile Studio—hay được nhắc đến trong phần lời bài hát là "Rolling truck Stones thing" và "a mobile") tại khu liên hợp giải trí, nằm trong Sòng bạc Montreux (còn gọi là "the gambling house" trong phần lời bài hát).
Vào cái đêm trước buổi ghi nháp, một buổi hòa nhạc của Frank Zappa và nhóm The Mothers of Invention được tổ chức trong nhà hát của sòng bạc. Đây dự kiến là buổi hòa nhạc cuối của nhà hát trước khi khu liên hợp sòng bạc đóng cửa để cải tạo thường niên dịp mùa đông, cho phép Deep Purple ghi âm tại đó. Ở đầu màn solo bằng synthesizer của Don Preston trong bài "King Kong", nơi đây đột ngột bốc cháy khi một người trong đám khán giả bắn một khẩu súng pháo sáng về phía trần nhà phủ cây mây, như đã nhắc đến trong câu hát "some stupid with a flare gun". Mặc dù không gây thương vong lớn nào, song vụ hỏa hoạn đã thiêu trụi cả khu liên hợp sòng bạc cùng toàn bộ trang thiết bị của the Mothers. "Smoke on the water" trở thành tựa của ca khúc (ghi công cho tay guitar bass Roger Glover, vì anh cho biết tựa đề nảy ra trong đầu khi anh tỉnh dậy từ một giấc mộng ít ngày sau) nhắc đến vụ khói từ ngọn lửa lan rộng băng qua Hồ Geneva từ sòng bạc đang bốc cháy, lúc mà các thành viên của Deep Purple theo dõi vụ hỏa hoạn từ khách sạn của nhóm. Glover chia sẻ: "Đó có lẽ là vụ cháy lớn nhất tôi từng thấy tính đến thời điểm ấy và có lẽ là lớn nhất từng có trong đời tôi. Đấy là một tòa nhà lớn. Tôi nhớ lúc ấy rất ít người bước ra ngoài trong tâm thế hoảng loạn, bởi lúc đầu dường như nó trông không giống vụ cháy lắm. Nhưng khi lửa bốc lên, nó phát hỏa như một màn trình diễn pháo hoa vậy." Đối tượng "Funky Claude" chạy ra và vào là để ám chỉ Claude Nobs (tổng đạo diễn của Montreux Jazz Festival), là người giúp một vài khán giả thoát khỏi đám cháy. Sĩ quan cảnh sát người Thụy Sĩ đã chỉ đích danh Zdeněk Špička (một người tị nạn Tiệp Khắc sống tại Épalinges) là nghi can của vụ án, song anh ta đã trốn khỏi Thụy Sĩ ngay sau đó.

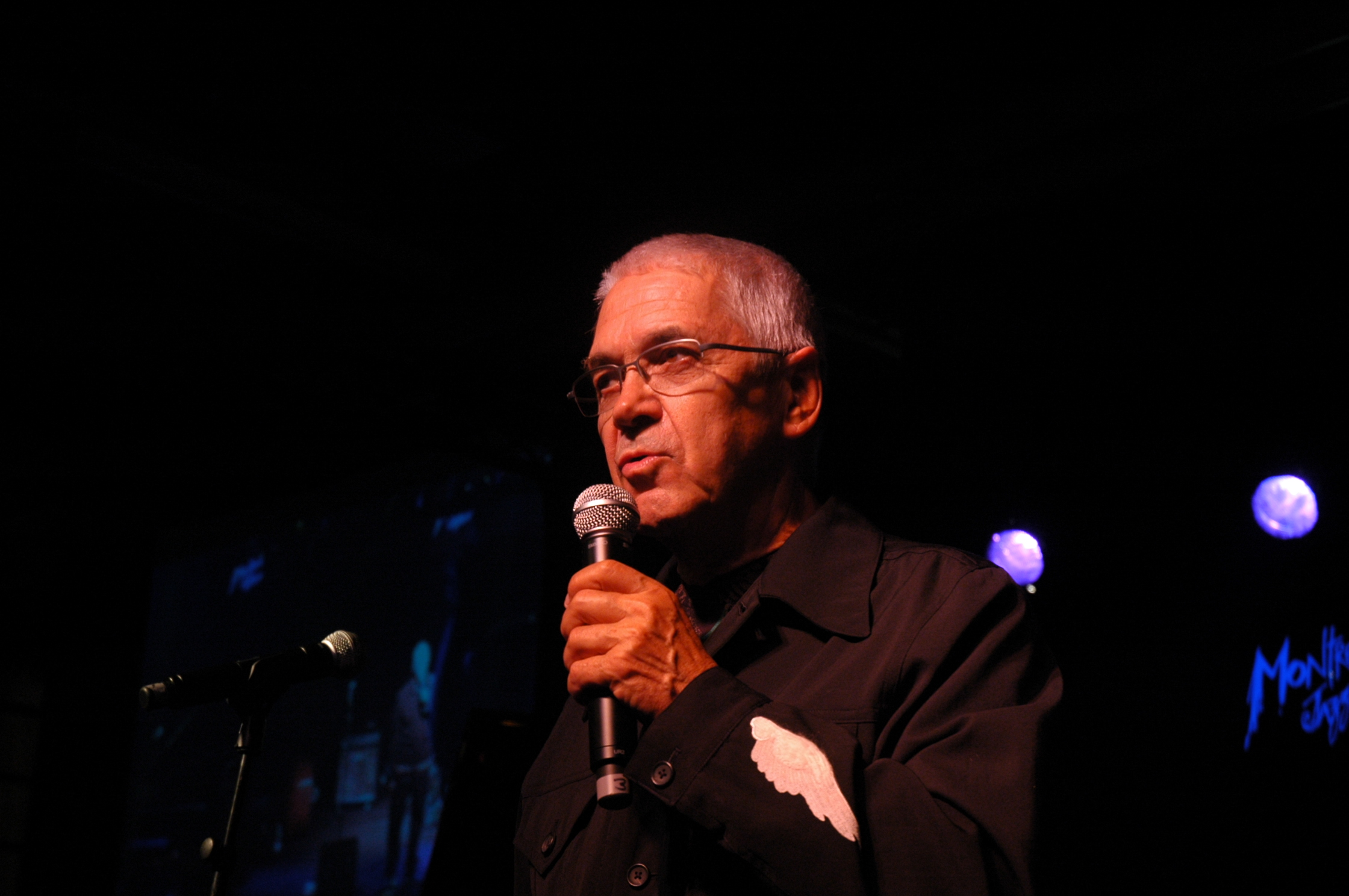
Claude Nobs (2006) là đối tượng "Funky Claude" được nhắc đến trong bài hát.

Bị bỏ lại với một bốt thu âm di động đắt đỏ và chẳng còn nơi nào để ghi âm, ban nhạc bị ép phải tìm đến nơi khác của thị trấn để thu nhạc. Một đĩa điểm hứa hẹn (do Nobs phát hiện) là một nhà hát địa phương tên là The Pavilion, nhưng ngay sau khi ban nhạc cắm phích điện và bắt đầu công đoạn ghi âm, hàng xóm đã lên án phản đối tiếng ồn. Ban nhạc chỉ có thể bật các track nhạc đệm cho một ca khúc (dựa trên khúc riff của Blackmore và có tên tạm thời là "Title No.1"), trước khi cảnh sát địa phương áp vào bắt họ dừng lại. Sau khoảng một tuần tìm kiếm, ban nhạc đã thuê khách sạn Grand Hôtel de Territet gần như bỏ hoang và biến hành lang và cầu thang của khách sạn thành một phòng thu tạm thời, nơi họ xử lý hầu hết các track nhạc sẽ trở thành chất liệu cho album thành công nhất của nhóm về mặt thương mại là Machine Head (được dành tặng cho Claude Nobs). Bài hát duy nhất trong album Machine Head không được thu âm toàn bộ ở Grand Hotel chính là "Smoke on the Water", vốn được thu âm một phần trong buổi ghi nháp bị hủy sớm trước đó. Phần lời được sáng tác sau, chủ yếu bởi Gillan và dựa trên tựa đề của Glover, còn giọng hát được ghi âm tại Grand Hotel.
Do sự cố kể trên và tiếng tăm mà Montreux nhận được khi "Smoke on the Water" trở thành một bài hit trên thị trường quốc tế, Deep Purple đã tạo nên một mối liên kết lâu dài với thị trấn. Ca khúc được tôn vinh tại Montreux bởi một bức tượng điêu khắc đặt bên bờ hồ (phía bên phải cạnh tượng giọng ca Freddie Mercury của Queen) kèm theo tên ban nhạc, tựa bài hát và khúc riff trong các nốt nhạc. Sòng bạc mới ở Montreux thì trưng bày các nốt nhạc từ khúc riff như để trang trí trên lan can đối diện với sảnh đánh bạc. Trong tập của Classic Albums nói về Machine Head, Blackmore cho biết các bạn bè của ban nhạc không phải những người hâm mộ đoạn riff của "Smoke on the Water", bởi họ cho rằng đoạn nhạc ấy quá đơn điệu. Blackmore phản hồi bằng cách đem so sánh với phần đầu tiên của Giao hưởng số 5 của Beethoven (cách chuyển soạn 4 nốt tương tự). Ian Paice nhận định: "Điều tuyệt vời về bát hát, và đặc biệt là khúc riff của Ritchie là việc người ta chưa từng làm trước đây, vì thế bản nhạc quá đơn giản, vẻ vang và tuyệt vời rồi."

## Di sản
"Smoke on the Water" nằm trong album Machine Head (phát hành vào đầu năm 1972), nhưng phải một năm sau thì mới phát hành dưới dạng đĩa đơn, tức vào tháng 5 năm 1973 ("Never Before" và "Highway Star" là những đĩa đơn đầu tiên xuất xưởng từ album). Các thành viên trong ban nhạc cho biết họ không kỳ vọng ca khúc thành hit, nhưng đĩa đơn đã giành hạng 4 trên bảng xếp hạng pop của Billboard tại Mỹ vào hè năm 1973, hạng 2 trên bảng xếp hạng RPM của Canada, qua đó đưa album lọt top 10 trong hơn một năm sau khi phát hành. Các buổi trình diễn nhạc sống ca khúc có những màn tương tác mở rộng giữa tiếng guitar của Blackmore và tiếng Hammond organ của Jon Lord — trở thành tâm điểm trong những buổi hòa nhạc của Deep Purple cũng như trong phiên bản nhạc sống trong album Made in Japan. Warner Brothers đã đưa bản nhạc sống của "Smoke on the Water" từ Made in Japan làm bài mặt B của đĩa đơn phòng thu "Smoke on the Water".
Các tác giả chính của "Smoke on the Water" đã đưa ca khúc vào các tiết mục biểu diễn solo của họ, sau khi Deep Purple tan rã. Đặc biệt Ian Gillan biểu diễn một phiên bản chịu ảnh hưởng của jazz trong những buổi hòa nhạc solo đầu tiên. Ca khúc này còn được thể hiện trực tiếp bởi ban nhạc Rainbow của Ritchie Blackmore thời hậu Deep Purple trong những chuyến lưu diễn giai đoạn 1981–83, và thêm lần nữa sau khi Rainbow tái hoạt động vào giữa thập niên 1990 và trong ba buổi hòa nhạc ở châu Âu vào tháng 6 năm 2016. Trong lần Ian Gillan gắn bó với Black Sabbath vào năm 1983, họ đã cùng nhau thể hiện bài "Smoke on the Water" làm tiết mục biểu diễn thường xuyên, nằm trong tour diễn duy nhất của họ. Đây vẫn là một trong số ít các bài hát cover mà Black Sabbath từng chơi nhạc sống. "Smoke on the Water" đã vinh dự có tên trong các bảng xếp hạng sau:
- Hạng 426 trong 500 bài hát vĩ đại nhất (2004) của tạp chí Rolling Stone[5]
- Hạng 37 trong 40 ca khúc nhạc metal vĩ đại nhất của VH1[20]
- Hạng 12 trong 100 bài hát chơi guitar vĩ đại nhất (tháng 3 năm 2005) của tạp chí Q[7]
- Hạng 11 trong "100 bài hát hard rock vĩ đại nhất" (tháng 1 năm 2009) của VH1[21]
- Hạng 4 trong "Top 20 khúc guitar riff vĩ đại nhất từ trước đến nay" của tạp chí Total Guitar[6]

## Đội hình thể hiện
- Ritchie Blackmore – guitar
- Ian Gillan – hát chính, hát bè
- Roger Glover – bass
- Jon Lord – Hammond organ
- Ian Paice – trống

## Lịch sử xếp hạng
| Xếp hạng (1973)           | VỊ trí cao nhất |
| ------------------------- | --------------- |
| Úc (Kent Music Report)    | 54              |
| Áo (Ö3 Austria Top 40)    | 11              |
| Bỉ (Ultratop 50 Flanders) | 27              |
| Bỉ (Ultratop 50 Wallonia) | 33              |
| Canada Top Singles (RPM)  | 2               |
| Đức (GfK)                 | 20              |
| Hà Lan (Single Top 100)   | 11              |
| Pháp (SNEP)               | 64              |
| Bảng xếp hạng của Nam Phi | 7               |
| Hoa Kỳ Billboard Hot 100  | 4               |
| US Cash Box Top 100       | 3               |
| Xếp hạng (1977)           | Vị trí cao nhất |
| Anh Quốc (OCC)            | 21              |
| Xếp hạng (2012)           | Vị trí cao nhất |
| Pháp (SNEP)               | 134             |

| Xếp hạng (1973)      | Hạng |
| -------------------- | ---- |
| Canada               | 34   |
| US Billboard Hot 100 | 50   |
| US Cash Box          | 52   |

### Chứng nhận
| Quốc gia                                                                                              | Chứng nhận | Số đơn vị/doanh số chứng nhận |
| --- | ---------- | ----------------------------- |
| Ý (FIMI)                                                                                              | Vàng       | 25.000‡                       |
| Anh Quốc (BPI)                                                                                        | Bạc        | 250.000‡                      |
| Hoa Kỳ (RIAA)                                                                                         | Vàng       | 1.000.000^                    |
| ^ Chứng nhận dựa theo doanh số nhập hàng. ‡ Chứng nhận dựa theo doanh số tiêu thụ và phát trực tuyến. |            |                               |

## Bản của Rock Aid Armenia
Rock Aid Armenia (một dự án tự thiện nhằm giúp đỡ những nạn nhân của Vụ động đất Armenia 1988) đã làm một bản tái thu âm bài "Smoke on the Water" của Deep Purple với mục đích từ thiện, có sự tham gia của những giọng ca khác nhau thể hiện nhiều phiên khúc. Đĩa đơn đã lọt vào Top 40 của UK Singles Chart. Các nghệ sĩ rock góp mặt trong bản nhạc gồm có Bryan Adams, Ritchie Blackmore, Bruce Dickinson, Geoff Downes, Keith Emerson, Ian Gillan, David Gilmour, Tony Iommi, Alex Lifeson, Brian May, Paul Rodgers, Chris Squire và Roger Taylor. Nhà sản xuất của bản nhạc là Gary Langan và Geoff Downes.

## Các kỷ lục thế giới
Năm 1994, tại Vancouver, British Columbia, Canada, 1.322 nghệ sĩ guitar đã tập hợp để chơi câu riff nổi tiếng toàn thế giới của "Smoke on the Water" cùng lúc để ghi danh vào Sách Kỷ lục Guinness. Chủ Nhật ngày 3 tháng 6 năm 2007, tại thành phố Kansas, kỷ lục trên đã bị xô đổ với 1.721 nghệ sĩ guitar. Chỉ 20 ngày sau, tại thành phố Leinfelden-Echterdingen của Đức, một nhóm tên 'Party Blues in Bb' với hơn 1.800 người tham dự đã phá kỷ lục tiếp. Kỷ lục một lần nữa bị phá vào ngày 1 tháng 5 năm 2009, tại Wrocław, Ba Lan, khi 6.346 nghệ sĩ guitar (có sự góp mặt của Steve Morse – tay guitar hiện tại của Deep Purple) đã thể hiện ca khúc trong nhạc hội Thanks Jimi Festival.